# Acomys cilicicus
Acomys cilicicus là một loài động vật có vú trong họ Chuột, bộ Gặm nhấm. Loài này được Spitzenberger mô tả năm 1978.

## Hình ảnh

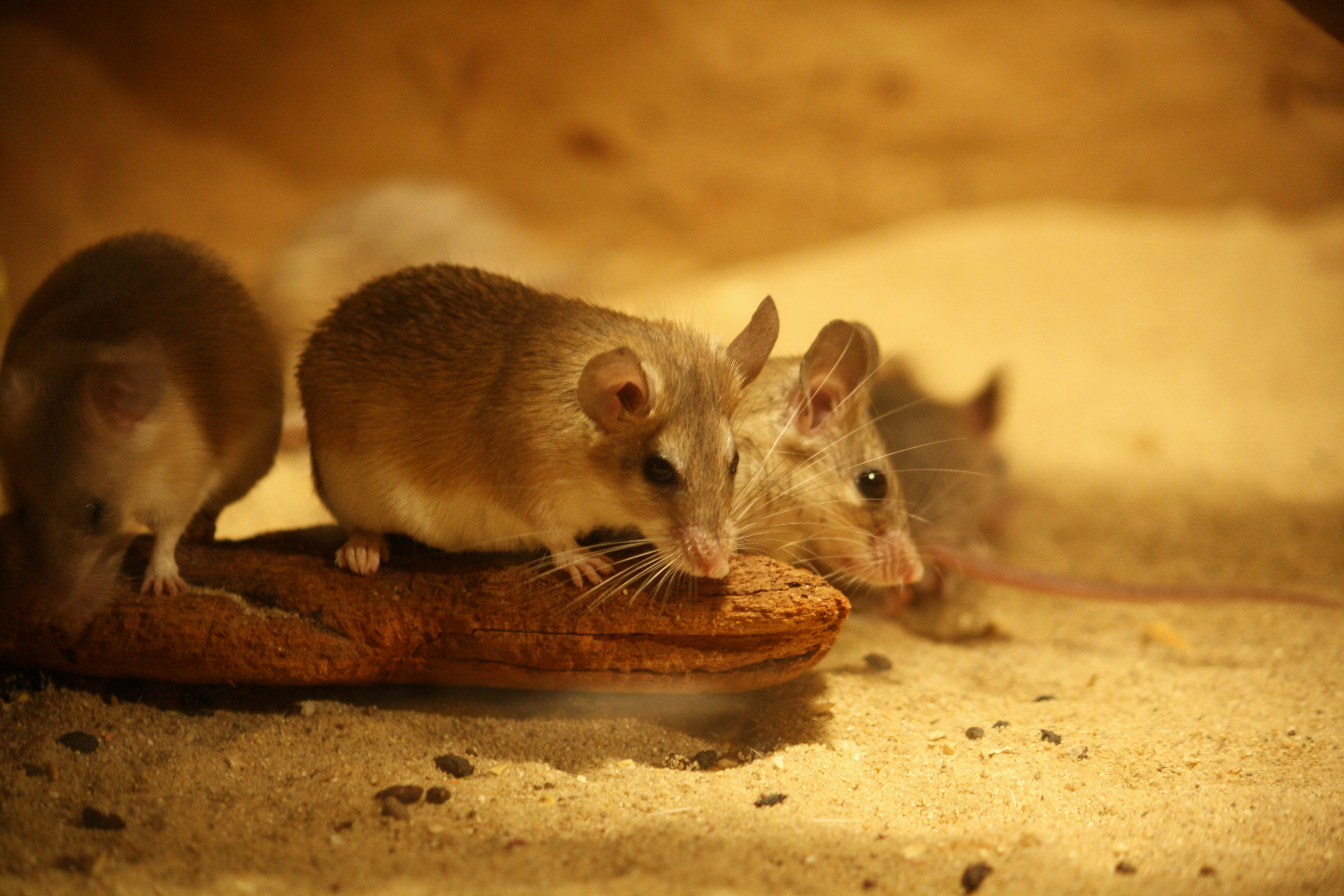
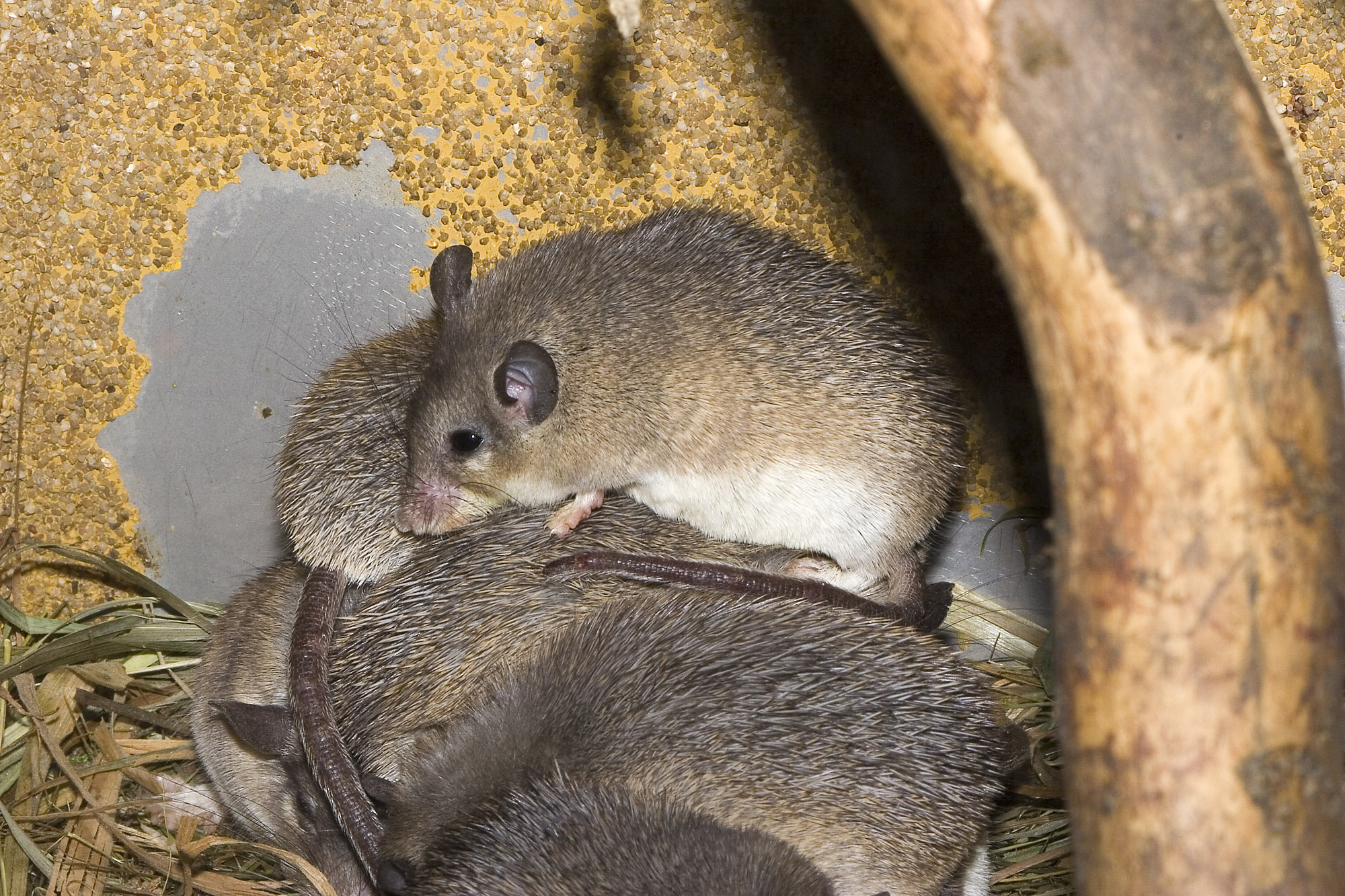
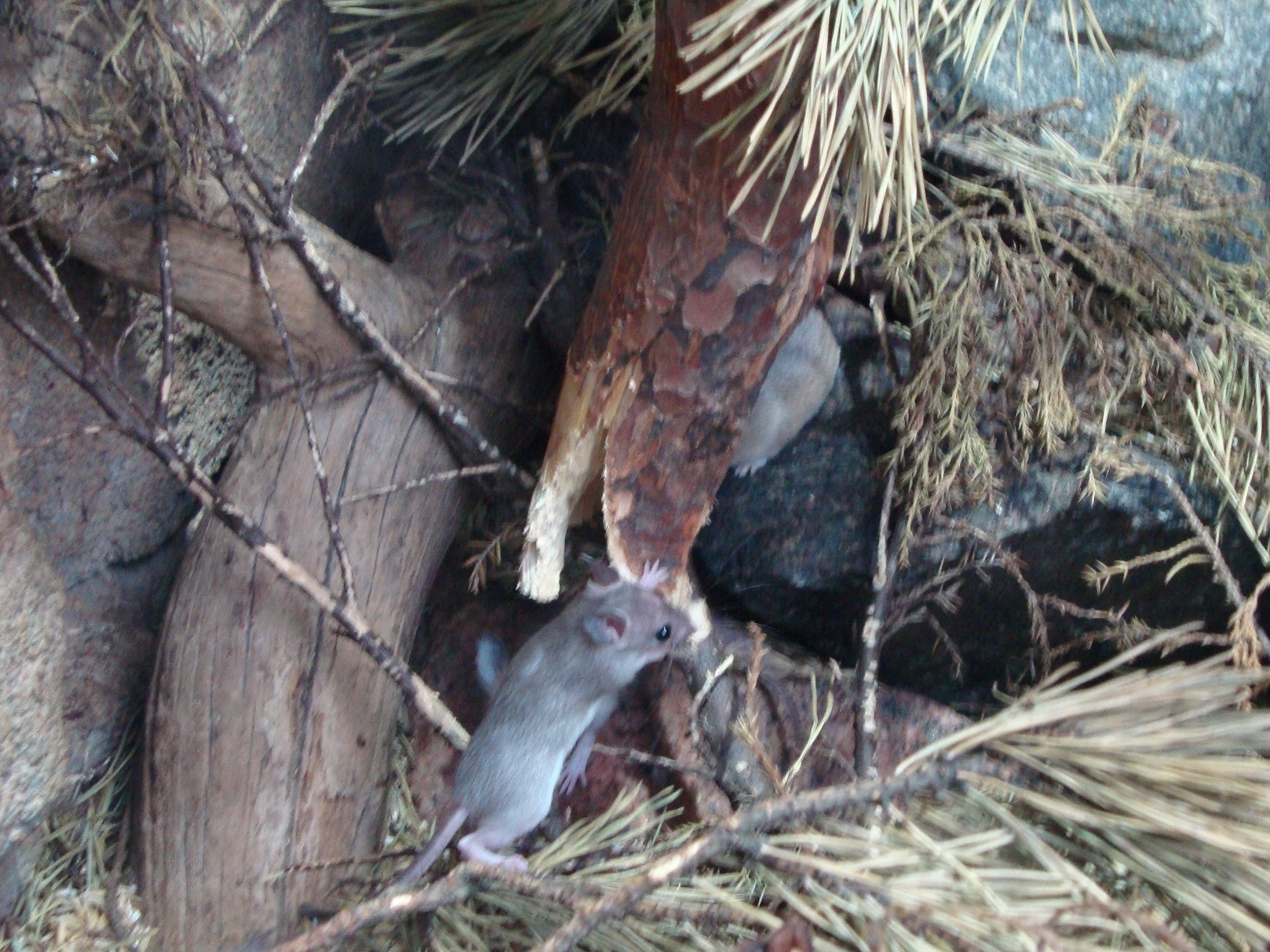